# Бресен
Бресен (њем. Breesen) општина је у њемачкој савезној држави Мекленбург-Западна Померанија. Једно је од 69 општинских средишта округа Демин. Према процјени из 2010. у општини је живјело 569 становника. Посједује регионалну шифру (AGS) 13052011.

## Географски и демографски подаци
Бресен се налази у савезној држави Мекленбург-Западна Померанија у округу Демин. Општина се налази на надморској висини од 54 метра. Површина општине износи 24,6 km². У самом мјесту је, према процјени из 2010. године, живјело 569 становника. Просјечна густина становништва износи 23 становника/km².